# Life's What You Make It
"Life's What You Make It" er en coverversion af britiske Talk Talks sang af samme navn fra 1985, og udgivet af det danske elektro-rock-band Dúné. Singlen udkom 3. oktober 2011 som et soundtrack til Christian E. Christiansens film ID:A. Singlen udkom på pladeselskabet New Gang of Robot's Rec. / Iceberg Records.

## Historie
Talk Talks originalnummer udkom første gang i 1985 på deres album The Colour of Spring. Det er skrevet af Mark Hollis og Tim Friese-Greene.
Da instruktør Christian E. Christiansen i samarbejde med Zentropa og Nordisk Film skulle lave et soundtrack til thrilleren ID:A, blev Dúné spurgt om de ville lave en sang til filmen. Det endte med at bandet lavede en nyfortolkning af Talk Talks hit fra midten af 1980'erne, som endte med at blive filmens temasang. Sangen udkom den 3. oktober 2011, mens filmen havde gallapremiere 21. oktober samme år, og kom i biograferne tre dage senere.

### Musikvideo
Musikvideoen til singlen udkom 11. oktober 2011, og er ligesom filmen instrueret af Christian E. Christiansen. Den blev optaget på 48 timer i Filmbyen i Avedørelejren i starten af oktober, kun få timer efter at bandet havde spillet en koncert i Aarhus. Efter koncerten blev bandet kørte direkte til Sjælland, hvor de efter to timers søvn startede optagelserne. Videoen blev optaget på seks forskellige locations, heriblandt et udendørs svømmebassin hvor bandmedlemmerne enkeltvis skulle agere foran kameraet.
Den blev i november samme år nomineret til GAFFA-Prisen for "Årets Danske Musikvideo".

## Produktion

### Personel

#### Musikere
- Sang: Mattias Kolstrup
- Kor: Ole Björn, Piotrek Wasilewski og Simon Troelsgaard
- Keyboards: Ole Björn Sørensen
- Guitar: Danny Jungslund og Simon Troelsgaard
- El Bas: Piotrek Wasilewski

#### Produktion
- Producer: Dúné
- Komponist: Mark Hollis og Tim Friese-Greene
- Tekst/forfatter: Talk Talk[6]